# Verordnung (EU)
Eine Verordnung der Europäischen Union, kurz EU-Verordnung (amtliche Kurzform Verordnung (EU)), ist ein Rechtsakt der Europäischen Union mit allgemeiner Gültigkeit und unmittelbarer Wirksamkeit in den Mitgliedstaaten. Die Verordnungen sind Teil des Sekundärrechts der Union. Sie unterscheiden sich von Richtlinien hauptsächlich dadurch, dass letztere erst von den Mitgliedstaaten in nationales Recht umgewandelt werden müssen, um wirksam zu werden. EU-Verordnungen haben gegenüber den nationalen Gesetzen der Mitgliedstaaten einen Anwendungsvorrang.

## Gesetzgebungsverfahren
Verordnungen werden je nach Thema der Verordnung aufgrund einer der in den Verträgen vorgesehenen Verfahren erlassen. Es wird zwischen Gesetzgebungsakten, Durchführungsverordnungen der Kommission und delegierten Verordnungen unterschieden.
Verordnungen, die Gesetzgebungsakte sind, werden in der Regel auf Vorschlag der Europäischen Kommission vom Rat der Europäischen Union und dem Europäischen Parlament nach dem ordentlichen Gesetzgebungsverfahren gemeinsam erlassen. In bestimmten Fällen sind jedoch besondere Gesetzgebungsverfahren vorgesehen.

## Adressaten
Verordnungen können sich an die Europäische Union selbst, an alle Mitgliedstaaten oder an die Bürger aller Mitgliedstaaten richten. Soll die Regelung nur ausgewählte Mitgliedstaaten oder deren Bürger betreffen, wird sie als Beschluss (unmittelbar verbindlich) oder Richtlinie (durch nationales Recht umzusetzen) erlassen.

## Abgrenzung zu anderen Rechtsakten der EU
Gemäß Art. 288 Abs. 2 des Vertrags über die Arbeitsweise der Europäischen Union (AEUV) sind die Verordnungen diejenigen Rechtsakte, welche allgemeine Geltung haben, in allen ihren Teilen verbindlich sind und unmittelbar in jedem Mitgliedstaat gelten. Sie müssen von den EU-Mitgliedstaaten nicht in nationales Recht umgesetzt werden. Dadurch ergibt sich ein unbeschränkter Anwendungsvorrang der Verordnungen gegenüber nationalem Recht: Wenn nationales Recht mit Regelungen einer Verordnung kollidiert, bleibt es im gesamten Anwendungsbereich der Verordnung unangewendet. Dies hat auch zur Folge, dass Modifikationen der vorgegebenen Regelungen durch die einzelnen Mitgliedstaaten grundsätzlich nicht möglich sind. Allerdings können auch die Verordnungen einzelne Artikel enthalten, die ausdrücklich Anpassungen an nationales Recht vorschreiben oder gestatten.
Durch den Anwendungsvorrang unterscheiden sich die Verordnungen von den Richtlinien. Richtlinien haben keine unmittelbare Geltung in einem Mitgliedstaat, können jedoch unter bestimmten Voraussetzungen unmittelbar anwendbar sein.

## Geschichte
Vor dem Vertrag von Lissabon wurden Verordnungen nur von den Europäischen Gemeinschaften im Rahmen der 1. Säule erlassen. Für diese Altverordnungen ist die Bezeichnung „EU-Verordnung“ geläufig, aber nicht korrekt, da diese Verordnungen (und ebenfalls die Richtlinien) von einer der Europäischen Gemeinschaften und nicht von der Europäischen Union erlassen wurden. Der deutschsprachige Titel dieser früheren Verordnungen beginnt so jeweils mit „Verordnung (EG)“ (oder einem Hinweis auf die jeweilige Gemeinschaft). Für die seit dem Vertrag von Lissabon erlassenen Verordnungen beginnt der Titel mit „Verordnung (EU)“ oder – wenn sie von der Europäischen Atomgemeinschaft erlassen wurden – „Verordnung (EURATOM)“.

## Benennung

### Titel
Verordnungen, die bis 30. November 2009 erlassen wurden, tragen den Titel „Verordnung (EG) …“ (Verordnung der Europäischen Gemeinschaft) und Verordnungen, die bis 1. November 1993 erlassen wurden, den Titel „Verordnung (EWG) …“ (Verordnung der Europäischen Wirtschaftsgemeinschaft), obwohl sie mittlerweile als Verordnungen der Europäischen Union gelten.

### Nummer
Jahreszahl und Verordnungsnummer werden mit „/“ getrennt zu einer Gesamtnummer kombiniert. Seit 2015 wird hierbei die Jahreszahl vorangestellt.
Alt:
- Verordnung (EU) Nr. 1286/2014

Neu:
- Verordnung (EU) 2015/2421
- Verordnung (Euratom) 2016/52

## Veröffentlichung
Verordnungen werden im Amtsblatt der Europäischen Union veröffentlicht. Sie treten an einem in der jeweiligen Verordnung festgelegten Zeitpunkt oder am zwanzigsten Tag nach ihrer Veröffentlichung in Kraft.

## Rechtsweg bei Verstößen
Verstößt ein Mitgliedsstaat gegen eine EU-Verordnung, steht der Kommission nach Art. 258 AEUV bzw. anderen Mitgliedsstaaten nach Art. 259 AEUV die Möglichkeit der Klage vor dem Europäischen Gerichtshof in der Form des Vertragsverletzungsverfahrens offen.

## Bekannte EU-Verordnungen
- Verordnung (EWG) Nr. 1408/71 (Sozialversicherung)
- Verordnung (EWG) Nr. 2658/87 (Kombinierte Nomenklatur)
- Verordnung (EWG) Nr. 1677/88 (Gurkenverordnung)
- Verordnung (EWG) Nr. 3037/90 (NACE-Verordnung)
- Verordnung (EWG) Nr. 259/93 (Abfallverbringungsverordnung)
- Verordnung (EWG) Nr. 1836/93 (EMAS-Verordnung)
- Verordnung (EG) Nr. 2257/94 (Bananenverordnung)
- Verordnung (EG) Nr. 338/97 (Artenschutzverordnung) – wesentlich geändert mit Verordnung (EG) Nr. 407/2009
- Verordnung (EG) Nr. 1346/2000 (Europäische Insolvenzverordnung)
- Verordnung (EG) Nr. 2725/2000 (Eurodac)
- Verordnung (EG) Nr. 44/2001 (Brüssel I) – außer Kraft getreten
- Verordnung (EG) Nr. 539/2001 (EU-Visum-Verordnung)
- Verordnung (EG) Nr. 761/2001 (EMAS II)
- Verordnung (EG) Nr. 6/2002 (Gemeinschaftsgeschmacksmuster; GGV)
- Verordnung (EG) Nr. 29/2002 (NACE-Verordnung)
- Verordnung (EG) Nr. 178/2002 (Lebensmittelsicherheit)
- Verordnung (EG) Nr. 343/2003 (Dublin II)
- Verordnung (EG) Nr. 2201/2003 (Brüssel IIa) – außer Kraft getreten
- Verordnung (EG) Nr. 261/2004 (Fluggastrechte)
- Verordnung (EG) Nr. 549/2004 (Rahmenverordnung; Schaffung eines einheitlichen europäischen Luftraums)[3]
- Verordnung (EG) Nr. 726/2004 (Arzneimittelrecht)
- Verordnung (EG) Nr. 805/2004 (Vollstreckungstitel-Verordnung; EuVTVO)
- Verordnung (EG) Nr. 842/2006 (F-Gase-Verordnung)
- Verordnung (EG) Nr. 1107/2006 (Rechte von behinderten Flugreisenden)
- Verordnung (EG) Nr. 1781/2006 (Geldtransferverordnung)
- Verordnung (EG) Nr. 1893/2006 (NACE Rev. 2)
- Verordnung (EG) Nr. 1907/2006 (REACH)
- Verordnung (EG) Nr. 1924/2006 (Health Claims)
- Verordnung (EG) Nr. 1925/2006 (Anreicherungsverordnung)
- Verordnung (EG) Nr. 834/2007 (Öko-Verordnung) aufgehoben durch Verordnung (EU) 2018/848
- Verordnung (EG) Nr. 1998/2006 (1. Beihilfeverordnung)
- Verordnung (EG) Nr. 861/2007 (EuGFVO)
- Verordnung (EG) Nr. 864/2007 (Rom II)
- Verordnung (EG) Nr. 1214/2007 (Kombinierte Nomenklatur)
- Verordnung (EG) Nr. 1370/2007 (Öffentliche Verkehrsdienste)
- Verordnung (EG) Nr. 593/2008 (Rom I)
- Verordnung (EG) Nr. 1272/2008 (GHS-Verordnung)
- Verordnung (EG) Nr. 428/2009 (Dual Use)
- Verordnung (EG) Nr. 470/2009 (Rückstandshöchstmengen pharmakologisch wirksamer Stoffe in Lebensmitteln tierischen Ursprungs)
- Verordnung (EG) Nr. 948/2009 (Kombinierte Nomenklatur)
- Verordnung (EG) Nr. 1221/2009 (EMAS III)
- Verordnung (EU) Nr. 995/2010 (Holzhandelsverordnung)
- Verordnung (EU) Nr. 996/2010 (Untersuchung und Verhütung von Unfällen und Störungen in der Zivilluftfahrt)[4]
- Verordnung (EU) Nr. 1259/2010 (Rom III)
- Verordnung (EU) Nr. 1227/2011 (Integrität und Transparenz des Energiegroßhandelsmarkts; REMIT)
- Verordnung (EU) Nr. 207/2012 (elektronische Gebrauchsanweisungen für Medizinprodukte)[5]
- Verordnung (EU) Nr. 648/2012 (Marktinfrastrukturverordnung)
- Verordnung (EU) Nr. 650/2012 (Erbrechtsverordnung; EuErbVO)
- Verordnung (EU) Nr. 1215/2012 (Brüssel Ia; EuGVVO)
- Verordnung (EU) Nr. 813/2013 (umweltgerechte Gestaltung von Raumheizgeräten und Kombiheizgeräten)
- Verordnung (EU) Nr. 1407/2013 (2. Beihilfeverordnung)
- Verordnung (EU) Nr. 1286/2014 (Basisinformationsblätter für verpackte Anlageprodukte und für Versicherungsanlageprodukte (PRIIP))
- Verordnung (EU) Nr. 4/2014 (Umweltgerechte Elektromotoren, zur Durchführung der Richtlinie 2009/125/EG)
- Verordnung (EU) Nr. 910/2014 (eIDAS)
- Verordnung (EU) 2016/399 (Schengener Grenzkodex)
- Verordnung (EU) 2016/679 (Datenschutz-Grundverordnung)
- Verordnung (EU) 2016/1103 (EuGüVO)
- Verordnung (EU) 2016/1104 (EuPartVO)
- Verordnung (EU) 2017/745 (Europäische Medizinprodukte-Verordnung)
- Verordnung (EU) 2019/1111 (Brüssel IIb; EuEheVO)
- Verordnung (EU) 2023/138 (Festlegung bestimmter hochwertiger Datensätze und der Modalitäten ihrer Veröffentlichung und Weiterverwendung)